# تشيو جونغ
تشيو جونغ (بالصينية: 邱勇) هو مربي صيني، ولد في 28 يوليو 1964 في Rong County, Sichuan ‏ في الصين.